# 新星音乐会
新星音乐会是1980年9月23日（中秋节）、9月24日在中华人民共和国首都北京市的首都体育馆举办的音乐会，发起单位为《北京晚报》。这次音乐会标志着中华人民共和国流行音乐的诞生。

## 背景
1961年3月19日开始，《北京晚报》五色土副刊上出现“燕山夜话”专栏，由中共北京市委文教书记邓拓以署名“马南邨”开设。1966年文化大革命爆发后，彭真领导的中共北京市委被全盘打倒，5月18日邓拓自杀身亡，同年7月下旬《北京晚报》停刊。1980年2月15日，已停刊13年的《北京晚报》复刊。
1980年5月17日，中共中央为已故中华人民共和国主席刘少奇举行追悼大会；6月19日，中共中央发出通知宣布“文革”错判的干部一律平反。8月26日，中央决定在深圳、珠海、汕头、厦门等地设经济特区。在政治上拨乱反正、全国推进改革开放的背景下，文化领域也涌动着春潮。但政治对音乐领域的新气象压力很大，邓丽君等流行音乐歌手的歌曲被批判为“靡靡之音”。1980年，北京市百货大楼出售的砖头式录音机成为抢手货，青年人偷偷翻录并传唱邓丽君的所谓“靡靡之音”，街头的喇叭里却仍在放“行进式般的歌曲”。《北京晚报》副刊当时组织了一场有关通俗唱法的讨论，以“泣声唱法”而知名的女歌手李谷一，成为遭到批判的典型对象。当时“南朱北李”（朱逢博及李谷一）的新唱法颇受一些音乐界人士责难。《北京晚报》则决定站在李谷一等年轻歌手一边。
铁池是《北京晚报》复刊之后文体组第一批青年记者之一。当时，铁池在中山音乐堂观看一场演出时，被新人歌手苏小明演唱的《军港之夜》打动。回到《北京晚报》社之后，铁池找到报社总编辑王纪刚说：“咱们能不能找苏小明这样的歌手，办一场音乐会？”这一提议在当时是非常大胆且危险的。
时任《北京晚报》文体组组长的李士民就此开展了调研。听说八王坟的印刷一厂礼堂内有一场民间自办的音乐会，他便和青年记者沙青到该礼堂的后台查看情况。李士民回忆称，“满场啊，而且还有站着的观众，气氛非常热烈。”让李士民惊讶的是，演唱者竟只是个13岁的小女孩，名叫程琳。此次演出让李士民深有触动。他说，当时社会空气比较沉闷，许多青年人颇有艺术才华，但是音乐受到政治的禁锢，民众听不到好歌。李士民表示，“我们报纸不是要起桥梁作用的吗？我们应该带头冲破点儿什么。”他的话让文体组的青年人跃跃欲试。不久，听说苏小明在工人体育馆举办演出，铁池又和总编辑王纪刚去看了一场。铁池当场向王纪刚提出：“就是这种唱法，就是这种音乐，咱们到各地发掘演员去，来这么一场，怎么样？”王纪刚当即拍板同意。

## 筹办
1980年9月18日，《北京晚报》头版刊登了举办“新星音乐会”的消息，还配发了《推出新人，推出新歌》一文，署名为“本报编辑部”。该文章直接回答了为什么要举办这场音乐会。“为什么叫《新星音乐会》？新星，就是新的明星。过去，人们忌讳提明星这两个字，我们认为，为实现四化，各行各业都应该有明星，都应该有自己的尖子。我们报社应当宣传这些新人，宣传这些尖子，宣传这些年轻的新星。这就是我们举办《新星音乐会》的主要目的。”该文中还提到，“我们应该有广大人民群众爱听和爱唱的歌曲，举办《新星音乐会》的另外一个目的，就是向广大听众推荐新的歌曲。”故所有后来参加这场音乐会的“新星”们必须不仅演唱一首拿手歌曲，还必须演唱一首新歌以推荐给观众。
李士民回忆，当时为筹办此次音乐会，《北京晚报》编辑部曾多次召开会议。一次，总编辑王纪刚表示：“以前文艺界的很多著名演员，都是党有意培养出来的；现在这个工作因为‘文革’中断了一段时间，我们就应该在党的领导下，帮助党培养一拨新人出来，繁荣我们的社会主义文艺。”
《北京晚报》青年记者沙青到中央歌舞团为新星音乐会挑选演员时，偶然结识作曲家谷建芬。此后，谷建芬成为此次音乐会的重要幕后人物。此次音乐会推出的新星中，绝大多数都是她曾经指导过的学生，音乐会上演唱的新歌也多是由她创作。沙青经常坐在床边或倚靠着钢琴，听谷建芬弹唱新近创作的歌曲。
1980年夏季的某个傍晚，谷建芬在北海公园散步时，遇到一群弹吉他的青年，听见这些青年一通乱唱，心情沉重。谷建芬感到，“没有适合他们唱的歌。”在回家路上，她开始想写一首可用吉他弹唱的歌曲。后来，她找到词作家张枚同发表的一首歌词，开始谱曲。歌曲写好之后，她又找来隔壁的一名弹吉他的青年试唱，这位青年当即喜欢上这首歌，这便是歌曲《年轻的朋友来相会》。在筹备新星音乐会之时，谷建芬已创作了200余首新歌。沙青和谷建芬经过讨论，挑选出了在新星音乐会上演唱的新歌，其中就包括《年轻的朋友来相会》。
新星音乐会所要推出的“新星”，均为《北京晚报》的年轻记者们从北京各演出团体及大小音乐会中发掘出来。《北京晚报》文体组的记者们承担了演出筹备工作，除了日常新闻报道外，每天还挤出时间采写新人专访。最终此次音乐会确定了8位青年歌手参加演出。其中7位都是女歌手，只有一位男歌手吴国松，且因未找到适合的男声原创歌曲，经谷建芬建议，吴国松唱了一首由日本歌曲编译而成的《男子汉宣言》（原唱为佐田雅志）。为避免招致非议，在挑选歌手时，记者们不仅请了通俗唱法的歌手，还请了美声唱法和民族唱法的歌手。
一些演员因为各种原因未能参加这次音乐会。当时仅13岁的程琳和歌手李默都是海政歌舞团演员，程琳凭歌曲《小螺号》已在民间小有名气。李默入选新星音乐会之后，曾经主动向铁池推荐程琳：“我们团有个拉二胡的女孩唱得不错，要不要一块儿试试？”铁池说：“够呛，我们现在就顶着雷呢，再弄个才13岁的小孩上去，这我们不敢。”因此程琳未能参加演出。另一位未能参加演出的歌手，便是当时陷入争议中的李谷一。按照新星音乐会起初的设想，准备请李谷一进行压轴演出，但李谷一因嗓子充血而无法参演。在新星音乐会结束后的次日，李谷一便给正在《北京晚报》社的沙青打来电话称：“你们的演出太好了，我激动得一晚上没睡着觉。”
1980年9月18日《北京晚报》第四版右下角刊登了一则新星音乐会的广告，其中写有售票信息：“19日上午9时起在首都体育馆、北海体育场、宣武区体育场、新街口南大街清华体育用品商店、王府井大街利生体育用品商店、海淀区体育场售票。”第二天《北京晚报》第四版同样的位置刊登着相同的广告，但售票信息已改为一行黑体字：“票已全部售完。”实际上，在9月19日凌晨5点来钟，距离正式售票尚有3个多小时的时候，首都体育馆售票现场排队的人流已经排到了北京动物园外。正式售票后一两个小时，两场演出的3万多张票便被抢购一空。音乐会背面观众席票价5角，两侧观众席票价6角，正面观众席票价8角。这一票价在当时并不便宜。
在新星音乐会筹备之前，《北京晚报》副刊组织了对老电影《孤岛天堂》的讨论。这部以抗日为题材的爱国电影中，有一首插曲《何日君再来》，是中华民国时期的著名流行歌曲。中华人民共和国成立后，这首歌被打成“反动歌曲”，作曲家刘雪庵也因此被扣上“汉奸”帽子，长期遭受迫害。晚报副刊的这次讨论，对电影及歌曲起到了平反作用。当时在《北京晚报》副刊任职的邓壮将见报的讨论文章送到位于广安门外的刘雪庵家中，这是一间仅有十余平方米的简陋小平房。当时刘雪庵已因脑血栓而偏瘫，无法讲话，但看到这些为他平反的文章后，一直不停流泪。经《北京晚报》总编辑王纪刚安排，新星音乐会演出当晚，邓壮将刘雪庵请至首都体育馆的演出现场。刘雪庵乘坐轮椅，被从贵宾通道推入主席台。在观看演出时，刘雪庵的手自始至终都在颤抖，热泪盈眶。

## 演出
参加演出的8位“新星”分别为：
- 任雁（中央歌舞团）
- 王静（总政歌剧团）
- 远征（东方歌舞团）
- 李默（海政歌剧团）
- 朱明瑛（东方歌舞团）
- 郑绪岚（东方歌舞团）
- 吴国松（中央歌舞团）
- 苏小明（海政歌舞团）

此次演出的报幕员为：
- 阚丽君（中央歌舞团）

以下列出此次音乐会的节目单，以及中国唱片录制的此次音乐会的节目选。此次演出的演唱曲目和节目单中并不完全一致。

北京晚报主办《新星音乐会》
节目单
一、轻音乐

快乐的轮机兵　　　　　　　　　　　　　　　　　　　　　　　　　　　　　　　　　　　蒋雄达作曲
化妆舞会　　　　　　　　　　　　　　　　　　　　　　　　　　　　　　　　　　　　　外国乐曲
草帽舞曲　　　　　　　　　　　　　　　　　　　　　　　　　　　　　　　　　　　　　墨西哥民间舞曲
演奏者：海政歌舞团轻音乐队
二、女声独唱

年轻的朋友来相会（推荐歌曲）　　　　　　　　　　　　　　　　　　　　张同枚　作词　　谷建芬　作曲
兰花与蝴蝶　　　　　　　　　　　　　　　　　　　　　　　　　　　　　张士燮　作词　　谷建芬　作曲
咪咪曲　　　　　　　　　　　　　　　　　　　　　　　　　　　　　　　蒋士枚　作词　　谷建芬　作曲
演唱者：任雁
伴　奏：中央歌舞团乐队
三、女声独唱

风筝（推荐歌曲）　　　　　　　　　　　　　　　　　　　　　　　　　金波　作词　　延生、刘庄　作曲
带去我的心　捎去我的歌　　　　　　　　　　　　　　　　　　　　　　　若　华　作词　　晓　林　作曲
美丽的心灵　　　　　　　　　　　　　　　　　　　　　　　　　　　　　陈雪帆　作词　　金凤浩　作曲
演唱者：王静
伴　奏：总政歌剧团乐队
四、女声独唱

幸福在明朝（推荐歌曲）　　　　　　　　　　　　　　　　　　　　　　　傅　林　作词　　张建国　作曲
希望你不要嫉妒　　　　　　　　　　　　　　　　　　　　　　　　　　　　　　　　　　　　　印度歌曲
赶牲灵　　　　　　　　　　　　　　　　　　　　　　　　　　　　　　　　　　　　　　　　　陕北民歌
演唱者：远征
伴　奏：东方歌舞团乐队
五、女声独唱

彩云归（推荐歌曲）　　　　　　　　　　　　　　　　　　　　　　　　　　　　　　歌剧《琴箫月》选曲
水兵的飘带　　　　　　　　　　　　　　　　　　　　　　　　　　　　　傅　林　作词　　王锡仁　作曲
珊瑚颂　　　　　　　　　　　　　　　　　　　　　　　　　　　　　　　　　　　　歌剧《红珊瑚》选曲
演唱者：李默
伴　奏：海政歌剧团乐队
伴　唱：海政歌剧团合唱队
六、女声独唱

愿大家都成功　　　　　　　　　　　　　　　　　　　　　　　　　　　　　　　　　　　　　扎伊尔歌曲
伊呀呀　欧雷欧　　　　　　　　　　　　　　　　　　　　　　　　　　　　　　　　　　　　扎伊尔歌曲
唱吧（推荐歌曲）　　　　　　　　　　　　　　　　　　　　　　　　　　　　　　　　　　　　美国歌曲
演唱者：朱明瑛
伴　奏：东方歌舞团乐队
七、轻音乐

迎宾曲　　　　　　　　　　　　　　　　　　　　　　　　　　　　　　　　　　　　　　　纪录影片选曲
啤酒桶　　　　　　　　　　　　　　　　　　　　　　　　　　　　　　　　　　　　　　　　　美国乐曲
西伯涅　　　　　　　　　　　　　　　　　　　　　　　　　　　　　　　　　　　　　　　　　古巴乐曲
演奏者：新影乐团轻音乐队
八、女声独唱

中秋夜（推荐歌曲）　　　　　　　　　　　　　　　　　　　　　　　　　于　景　作词　　思　绪　作曲
为了你　　　　　　　　　　　　　　　　　　　　　　　　　　　　　　　　　　　　　　　　菲律宾歌曲
春之歌　　　　　　　　　　　　　　　　　　　　　　　　　　　　　　　林　澍　作词　　谷建芬　作曲
演唱者：郑绪岚
伴　奏：东方歌舞团乐队
九、男声独唱

你问我（推荐歌曲）　　　　　　　　　　　　　　　　　　　　　　　　　王　健　作词　　谷建芬　作曲
啊，友谊　　　　　　　　　　　　　　　　　　　　　　　　　　　　　　任志萍　作词　　马骏英　作曲
淡黄色的玫瑰　　　　　　　　　　　　　　　　　　　　　　　　　　　　王瑞云　作词　　马骏英　作曲
演唱者：吴国松
伴　奏：中央歌舞团乐队
十、女声独唱

军港之夜（推荐歌曲）　　　　　　　　　　　　　　　　　　　　　　　　马金星　作词　　刘诗召　作曲
乡间小路　　　　　　　　　　　　　　　　　　　　　　　　　　　　　　　　　　　　　　　　台湾歌曲
我爱樱花　　　　　　　　　　　　　　　　　　　　　　　　　　　　　　曾宪瑞　作词　　李希海　作曲
演唱者：苏小明
伴　奏：海政歌舞团乐队
报幕：阚丽君　　　　　　　　　　　　　　　　　　　　　　　　　　　　　　　　舞台监督：邢　波

1. 任雁：兰花与蝴蝶
2. 任雁：藤树两相缠
3. 任雁：妹妹找哥泪花流（电影《小花》插曲）
4. 任雁：咪咪曲
5. 任雁：年轻的朋友来相会（推荐歌曲）
6. 郑绪岚：中秋夜（推荐歌曲）
7. 郑绪岚：为了你
8. 郑绪岚：春之歌
9. 郑绪岚：情深谊长
10. 郑绪岚：太阳岛上
11. 朱明瑛：愿大家都成功（扎伊尔歌曲）
12. 朱明瑛：唱吧（推荐歌曲，美国歌曲）
13. 朱明瑛：伊呀呀　欧雷欧（扎伊尔歌曲）
14. 王静：风筝（推荐歌曲）
15. 王静：朋友请听我唱支歌
16. 王静：美丽的心灵
17. 吴国松：啊，友谊
18. 吴国松：你问我（推荐歌曲）
19. 吴国松：淡黄色的玫瑰
20. 吴国松：男子汉宣言（日本歌曲）
21. 吴国松：卖汤圆（台湾民歌）
22. 苏小明：军港之夜（推荐歌曲）
23. 苏小明：我爱樱花
24. 苏小明：乡间小路（台湾校园歌曲）
25. 苏小明：草帽歌（日本电影《人证》插曲）
26. 苏小明：划船曲（印度尼西亚歌曲）
27. 苏小明：红河谷（加拿大民歌）
28. 远征：小放牛（中国古典民歌）
29. 远征：幸福在明朝（推荐歌曲）
30. 远征：赶牲灵（陕北民歌）
31. 李默：彩云归（推荐歌曲）
32. 李默：水兵的飘带
33. 李默：照镜子（罗马尼亚民歌）

## 影响
新星音乐会举办之后，受到了来自政治方面的空前压力。演出结束不久，在西苑饭店召开的一次研讨会上，新星音乐会成了大批判的矛头。
但是，新星音乐会激起了广大观众极其热烈的反响。演出结束后当晚，《北京晚报》文体组的记者们随即赶回报社。当夜报社接到的电话持续不断，热情的人们争相给报社打来电话，诉说观看演出后的激动心情。
新星音乐会首演次日，中国中央电视台向北京地区转播了演出实况。一周之后的中华人民共和国国庆节当天，中国中央电视台又向全国播出了新星音乐会的实况录像。此外，中国唱片社出版了新星音乐会的塑料薄膜唱片。当时，中国唱片社因受到新兴的磁带冲击，已经陷入亏损，但该唱片使中国唱片社一举扭亏为盈。八一电影制片厂还为新星音乐会拍摄了电影胶片，但后来遗失。

## 纪念
2010年9月23日中秋节，在首都体育馆举办了“梦回1980”——新星音乐会30年纪念演出。
“梦回1980”——新星音乐会30年纪念演出
- 地点：首都体育馆
- 时间：9月23日 中秋节
- 主办：北京晚报 北京青年报 中国音乐家协会 北京广播电视台

- 总导演：甲丁
- 主持人：阚丽君、田歌、张泽群、春妮
- 演员：任雁、王静、吴国松、朱明瑛、李默、郑绪岚、程琳（特邀）、田鸣（特邀）、张西珍（特邀）、阚丽君
- 总顾问：王昆、谷建芬、沙青

演唱会流程
- 开场
  - 铃声、播放视频
  - 主持人田歌、张泽群、阚丽君登场
  - 全场互动，任雁、王静、吴国松、朱明瑛、李默、郑绪岚6位歌手与120人合唱团齐唱《年轻的朋友来相会》
  - 主持专访，6位歌手各自讲述新星音乐会对其产生的影响
- 第一单元
  - 任雁演唱《兰花与蝴蝶》
  - 王静演唱《美丽的心灵》
  - 吴国松演唱《你问我》
  - 朱明瑛演唱《回娘家》
  - 李默演唱《等着我，小河》
  - 郑绪岚演唱《太阳岛上》
  - 全场互动，送礼物
  - 主持人春妮登场，送特殊礼物
  - 程琳演唱 《妈妈的吻》、《酒干倘卖无》、
  - 主持专访：沙青、谷建芬、王昆、首体老馆长
  - 全场互动，打电话
- 第二单元
  - 任雁演唱《我的小路》
  - 王静演唱《喀秋莎》
  - 吴国松演唱《三峡情》
  - 朱明瑛演唱《万水千山总是情》
  - 李默演唱《借月光再看看我的家乡》
  - 郑绪岚演唱《牧羊曲》
  - 全场互动，送礼物
  - 主持人春妮登场，送特殊礼物
  - 田鸣张西珍演唱《清晨，我们踏上小道》
  - 主持专访，全场互动，齐唱《军港之夜》
- 第三单元
  - 任雁演唱《咪咪曲》
  - 王静演唱《我爱你，中国》
  - 吴国松演唱《男子汉宣言》
  - 朱明瑛演唱《咿呀呀欧雷欧》
  - 李默演唱《北国之春》
  - 郑绪岚演唱《大海啊，故乡》
  - 全场互动，送礼物
  - 主持人春妮登场，送特殊礼物
  - 主持人阚丽君演唱《我爱你，塞北的雪》
  - 播放视频短片《致敬！1980》
  - 全体主持人、全体歌手、全场观众共同高唱《二十年后再相会》